# NEP
Ny økonomisk politik, NEP (russisk: новая экономическая политика, tr. novaja ekonomitsjeskaja politika) er betegnelsen for den økonomiske politik i Sovjetunionen, der blev fulgt fra 1921 til 1928 og som i stor grad var baseret på kapitalistiske principper.
NEP erstattede krigskommunismen og blev indført af Vladimir Lenin, der udtalte, at "Vi er ikke civiliserede nok til socialismen". Under NEP blev private virksomheder og handel tilladt i en vis udstrækning, selv om staten fortsat ejede den tunge industri og finansvirksomheder. Det blev ligeledes tilladt for private at ansætte arbejdskraft, og bønder kunne sælge deres varer til hvem, de ville. I denne perioden blomstrede også ytringsfriheden og kultur i nogen udstrækning.
NEP var ment som en midlertidig ordning, men blev mødt med modstand fra venstreradikale partimedlemmer. I 1928 blev ordningen ophævet af Sovjetunionens kommunistiske parti SUKP(b) og blev efterfulgt af femårsplaner, der indebar indførelsen af planøkonomi og en målrettet industrialisering.